# Storpolen
Storpolen (polsk Wielkopolska, latin Polonia Maior) er en historisk region i den centralvestlige del af Polen langs floden Warta, med hovedbyerne Poznań, Gniezno og Kalisz.
Storpolen udgjorde kernen i den unge polske middelalderstat, og regnes derfor ofte for at være Polens vugge. Regionen omfatter store dele af områderne som afvandes af Warta og dens bifloder, og kan deles op i to geografiske hovedområder – indsøområdet i nord og fladlandet i syd. Det historiske Storpolen ligger i dag i voivodskabet Storpolen) og dele af voivodskabene Lubusz, Kujawy-Pomorze og Łódź.
Området var i begyndelsen kendt under navnet "Polonia" (Polen) – navnet "Polonia Maior" blev taget i brug først i det 14.-15. århundrede (i modsætning til "Polonia Minor" – Lillepolen i syd).

## Historie
Polonia maior, hvorfra begrebet Storpolen er afledt, var i det 9. og det 10. århundrede betegnelsen for den slaviske stamme Polanerne, hvor Piast-slægten, i slutningen af det 10. århundrede grundlagde det første polske kongerige og stillede de første polske konger. Den første hovedstad i dette kongerige var det storpolske Gniezno.
Efter arvedelingen af kongeriget Polen i 1138 blev opdelt i delhertugdømmerne opstod hertugdømmet Storpolen. I 1320 blev det feudale herreskabsterritorium opløst og inddelt i to Voivodskaberer: En med sæde i Poznań, den anden i Kalisz (Palatinatus Posnaniensis und Palatinatus Calisiensis). Voivodskaberne hørte fra den tid af til det forenede kongeriges vigtigste forvaltningsregioner.
Efter grundlæggelsen af den Den polsk-litauiske realunion i 1569 blev storprovinsen Storpolen oprettet, der foruden det navngivende landskab også omfattede Masovien og Kongeriget Preussen.
Med Polens deling i 1793 kom Storpolen under Preussen og dannede indtil Freden i Tilsit i 1807 provinsen Sydpreussen og den østlige del kom til det nyoprettede Kongrespolen, som efter Novemberopstanden 1830 af Det Russiske Kejserrige først gjorde den til en satellitstat og fra 1876 til provinsen Weichselland, der fra 1916 kom under Centralmagternes overherredømme og etableret som det kortlivede Kongeriget Polen, som var en satellitstat oprettet af det Tyske Kejserrige og Østrig-Ungarn.
Efter den den polske opstand (1918–1919) og Versailles-freden tilhørte Storpolen til den Anden polske republik, indtil Felttoget i Polen i 1939 der indledte den tyske besættelse af Polen fra 1939 til 1945. I oktober 1939 blev Militärbezirk Posen annekteret af Nazi-Tyskland, og ikke som en ny provins i Fristaten Preussen, men med de tidligere grænser i det nye Reichsgau Posen med forvaltningssæde i Posen, som i januar 1940 blev omdøbt til Reichsgau Wartheland. Efter at den Røde Hær i januar 1945 under Wisła-Oder-offensiven indtog Reichsgau Wartheland, blev Storpolen med gennemførelsen af To plus fire-aftalen en del af Folkerepublikken Polen, forgængeren for den 3. polske republik, det nuværende Polen.
52°24′30″N 16°56′03″Ø / 52.4083°N 16.9342°Ø